# Lorenzo Fortunato
Lorenzo Fortunato (* 9. Mai 1996 in Bologna) ist ein italienischer Radrennfahrer.

## Werdegang
Als Juniorenfahrer gewann Fortunato 2013 den Trofeo Guido Dorigo und 2014 die Punktewertung des Grand Prix Général Patton. Bei den Weltmeisterschaften 2013 belegte er Rang 11 im Straßenrennen, 2014 wurde er Achter.
Im Erwachsenenbereich erzielte Fortunato zunächst keine bedeutenden Ergebnisse. Er fuhr zum Saisonende 2016 als Stagiaire für Tinkoff und zum Saisonende 2017 für Bardiani CSF. Zur Saison 2019 erhielt er einen regulären Vertrag beim UCI Professional Continental Team Neri Sottoli Selle Italia KTM. Er wurde für diese Mannschaft 2019 Gesamtvierter der Albanien-Rundfahrt und Gesamtsechster der Tour of Almaty sowie 2020 Gesamtachter der Tour de Langkawi.
2021 schloss sich Fortunato dem Eolo-Kometa Cycling Team an. Er bestritt mit dem Giro d’Italia 2021 seine erste Grand Tour, bei der er die Bergankunft der 14. Etappe auf dem Monte Zoncolan gewann und 15. der Gesamtwertung wurde. Im folgenden Juni gewann er beim Adriatica Ionica Race die Bergankunft der zweiten Etappe auf dem Monte Grappa, schließlich auch die Gesamtwertung und damit sein erstes internationales Etappenrennen. Den Giro d’Italia 2022 beendete er als 15. Im Jahr 2023 gewann Fortunato eine Etappe und die Gesamtwertung der Asturien-Rundfahrt, bei der er bereits im Vorjahr als Zweiter auf dem Podium stand.
Im Jahr 2024 wechselte Lorenzo Fortunato zum kasachischen UCI WorldTeam Astana Qazaqstan und belegte den zwölften Gesamtrang beim Giro d’Italia. Im Jahr 2025 gewann er einen Abschnitt der Tour de Romandie, die er schlussendlich auf dem vierten Gesamtrang beendete. Beim Giro d’Italia setzte er sich im Anschluss souverän in der Bergwertung durch und überquerte Hand in Hand mit seinem Teamkollegen Christian Scaroni den Zielstrich der 16. Etappe. Der Etappensieg wurde jedoch Scaroni zuerkannt. Im August wurde er hinter Isaac Del Toro Gesamtzweiter der Burgos-Rundfahrt.

## Erfolge
2013
- Trofeo Guido Dorigo

2014
- Punktewertung Grand Prix Général Patton

2021
- eine Etappe Giro d’Italia
- Gesamtwertung, eine Etappe und Bergwertung Adriatica Ionica Race

2022
- Bergwertung Slowakei-Rundfahrt

2023
- Gesamtwertung und eine Etappe Asturien-Rundfahrt

2025
- eine Etappe Tour de Romandie
- Bergwertung Giro d’Italia

## Grand Tour-Platzierungen
| Grand Tour            | 2019 | 2020 | 2021 | 2022 | 2023 | 2024 | 2025 |
| --------------------- | ---- | ---- | ---- | ---- | ---- | ---- | ---- |
| Giro d’ItaliaGiro     | –    | –    | 16   | 15   | 21   | 12   | 24   |
| Tour de FranceTour    | –    | –    | –    | –    | –    | –    | –    |
| Vuelta a EspañaVuelta | –    | –    | –    | –    | –    | 16   |      |